# Euphyia plenifasciata
Euphyia plenifasciata là một loài bướm đêm trong họ Geometridae.